# Abrothrix
Abrothrix là một chi động vật có vú trong họ Cricetidae, bộ Gặm nhấm. Chi này được Waterhouse miêu tả năm 1837. Loài điển hình của chi này là Mus longipilis Waterhouse, 1837.

## Các loài
Chi này gồm các loài:
- Abrothrix andinus
- Abrothrix hershkovitzi
- Abrothrix illuteus
- Abrothrix jelskii
- Abrothrix lanosus
- Abrothrix longipilis
- Abrothrix olivaceus[fn 2]
- Abrothrix sanborni